# A Voice for Men
A Voice for Men (znany również jako AVfM, AVFM lub AV4M) – spółka z ograniczoną odpowiedzialnością z siedzibą w Stanach Zjednoczonych, założoną w 2009 roku przez Paula Elama. Jest ona największym i najbardziej wpływowym portalem internetowym poświęconym prawom mężczyzn.

## Opis
Na stronie prowadzone są audycje radiowe, istnieje forum i są zamieszczane artykuły na stronie internetowej. Pracownicy i współpracownicy AVFM są wolontariuszami, z wyjątkiem założyciela. Na stronie znajduje się sklep internetowy o nazwie "The Red Pill Shop" (ang. czerwona pigułka), który sprzedaje koszulki, etui na telefony komórkowe i świąteczne dekoracje. Strona przyjmuje również darowizny finansowe. Elam powiedział, że każdy dolar trafia prosto do mojej kieszeni, przeznacza go na działanie strony i forum. Według bazy danych Dun & Bradstreet, w 2014 roku AVFM miało szacowany roczny dochód w wysokości 120 000 dolarów i jednego pracownika.
W marcu 2011 r. AVFM uruchomiła franczyzę nadawczą na platformie BlogTalkRadio. Paul Elam był gospodarzem pierwszej audycji.

## Działalność
Na początku 2011 r. AVFM stworzył stronę internetową Register-Her, stronę wiki, która początkowo zawierała nazwiska, adresy i inne dane osobowe kobiet skazanych za zabójstwa lub gwałty na mężczyznach. Z czasem rejestr został poszerzony o kobiety uznane za winne fałszywych oskarżeń o gwałt lub bigoterii antymęskiej. Pod hasłem "Dlaczego te kobiety nie przebywają w więzieniu?" strona publikowała również dane osobowe kobiet, które brały udział w protestach przeciwko ruchowi praw mężczyzn, wyśmiewały ten ruch w mediach społecznościowych, lub kobiet, które wyrażały feministyczne idee. Strona została zamknięta na pewien czas, ale znajduje się ponownie pod innym adresem internetowym.
W 2014 roku AVFM uruchomił stronę internetową o nazwie "Biała wstążka" (ang. White Ribbon), przyjmując grafikę i język z kampanii "Biała wstążka", programu zapobiegania przemocy, który powstał w 1991. Strona internetowa AVFM "Biała wstążka" powstała początkowo w odpowiedzi na kampanię "Biała wstążka", argumentując, że schroniska dla kobiet były gorącymi siedliskami nienawiści płciowej i że skorumpowani naukowcy spiskowali, by ukryć przemoc wobec mężczyzn. Strona została ostro skrytykowana przez Todda Minersona, dyrektora wykonawczego Białej Wstążki, który stwierdził, że strona AVFM Biała Wstążka jest błędną próbą zdyskredytowania innych i wezwał swoich zwolenników, by nie dali się zwieść tej naśladowczej kampanii.
Osoby z AVFM pomogły w zorganizowaniu pierwszej międzynarodowej konferencji na tematy męskie, która odbyła się w Detroit w Stanach Zjednoczonych pod koniec czerwca 2014. Na spotkaniu Elam stwierdził, że wybór miasta nie był przypadkowy, ponieważ reprezentuje ono "męskość". Wśród osób, które wygłosiły przemówienia, znaleźli się Mike Buchanan z brytyjskiej partii Justice for Men and Boys (J4MB) oraz Warren Farrell. Wśród poruszanych tematów znalazł się wpływ bezrobocia na mężczyzn w następstwie światowej recesji gospodarczej z 2009, możliwość opracowania tabletki antykoncepcyjnej dla mężczyzn oraz próby zwiększenia opieki nad mężczyznami, którzy służyli w armii amerykańskiej.
Międzynarodowa Konferencja na temat Problemów Mężczyzn w 2018 roku (ICMI18), zorganizowana we współpracy z brytyjską partią polityczną Justice for Men and Boys, miała się odbyć na St Andrew's Stadium, w siedzibie klubu piłkarskiego Birmingham City F.C. w Wielkiej Brytanii, pomiędzy 6 a 8 lipca 2018 roku. Jednak na początku listopada 2017 roku klub anulował zamierzone wykorzystanie swoich obiektów, mówiąc, że zostały one wprowadzone w błąd w momencie dokonywania rezerwacji. Mike Buchanan, lider J4MB, początkowo powiedział, że nadal zamierza zorganizować konferencję w St. Andrew's, ponieważ uważa, że ma bardzo dobry i prawnie wiążący kontrakt. Konferencja odbyła się natomiast w ExCeL w Londynie między 20 a 22 lipca 2018.

## Krytyka i odpowiedź
Jednym z przykładów, w którym można uznać, że AVFM nawoływał do przemocy wobec kobiet była deklaracja z października 2012 Bash A Violent Bitch Month, w której Paul Elam stwierdził: Mężczyzna uderzający cię po tym, jak go zaatakowałaś, nie czyni cię ofiarą przemocy domowej. To czyni cię odbiorcą sprawiedliwości. Poradź sobie z tym
Jeszcze w tym samym roku Southern Poverty Law Centre opublikowało oświadczenie o reakcjach na ich raport, w którym stwierdzono, że wywołał on ogromną reakcję wśród działaczy na rzecz praw mężczyzn i ich sympatyków oraz że nie należy wspominać, że Southern Poverty Law Centre nie określiła MRA jako członków ruchu nienawiści; nasz artykuł nie zawierał też stwierdzenia, że żale, które zamieszczają na swoich stronach internetowych - fałszywe oskarżenia o gwałt, rujnujące ugody rozwodowe i tym podobne - są bezzasadne. Ale przywołaliśmy konkretne przykłady mizoginizmu i groźby jawnej lub ukrytej przemocy.
W oświadczeniu z 2014 r. SPLC skrytykowała Międzynarodową Konferencję na temat Problemów Mężczyzn, w szczególności stwierdzenie, iż od 40% do 50% zarzutów dotyczących gwałtu jest fałszywych, ponieważ SPLC uważa, że badania naukowe wykazują, że od 2% do 8% takich zarzutów jest w rzeczywistości fałszywych - wskaźnik ten jest porównywalny z fałszywymi zarzutami dotyczącymi większości innych przestępstw z użyciem przemocy. Jednak w oświadczeniu organizacji stwierdzono również, że konferencja ta była stosunkowo stonowana, biorąc pod uwagę, że większość z nich pracowała nad ograniczeniem witriolu do minimum w dyskusjach. Komentarz na temat charakteru żalu u mężczyzn został pochwalony przez SPLC, ale organizacja ostrzegła, że charakter wcześniejszych materiałów podawanych przez osoby uczestniczące w AVFM stanowił nadal poważny problem.
Retoryka prowadzona przez A Voice for Men została skrytykowana przez kilka pisarek-feministek.